# Equips de la temporada 2008/09 de la Primera Divisió Espanyola
A la temporada 2008/09 de la primera divisió espanyola hi van participar 20 equips. La competició la va guanyar el FC Barcelona, per davant del Reial Madrid, Sevilla FC i Atlètic de Madrid. Per contra, van descendir el Reial Betis, el CD Numancia i el Recreativo de Huelva.

## FC Barcelona
| - Eto'o 36 - 30 gols - Xavi 35 - 6 gols - Víctor Valdés 35 - Alves 34 - 5 gols - Messi 31 - 23 gols - Keita 29 - 4 gols - Henry 29 - 19 gols - Puyol 28 - 1 gol - Iniesta 26 - 4 gols - Piqué 25 - 1 gol - Abidal 25 - Yaya Touré 25 - 2 gols - Busquets 24 - 1 gol - Gudjohnsen 24 - 3 gols - Bojan 23 - 2 gols - Márquez 23 - 1 gol | - Hleb 19 - Sylvinho 15 - Martín Cáceres 13 - Víctor Sánchez 7 - Pedro 6 - Pinto 2 - Jeffren 2 - Xavi Torres 2 - Oier 1 - Muniesa 1 - Botía 1 - Thiago Alcántara 1 - Abraham 1 - Milito 0 - Víctor Vázquez 0 - Jorquera 0 |

Entrenador: Josep Guardiola Sala 38

## Reial Madrid
| - Casillas 38 - Raúl 37 - 18 gols - Higuaín 34 - 22 gols - Sergio Ramos 32 - 4 gols - Van der Vaart 32 - 5 gols - Robben 29 - 7 gols - Cannavaro 29 - Marcelo 27 - 4 gols - Pepe 26 - Gago 26 - 1 gol - Heinze 24 - 2 gols - Sneijder 22 - 2 gols - Huntelaar 20 - 8 gols - Drenthe 20 - Diarra 19 - Guti 18 - 3 gols | - Javi García 15 - Miguel Torres 14 - Metzelder 12 - Míchel Salgado 9 - Diarra 9 - Saviola 8 - 1 gol - De la Red 7 - 1 gol - Van Nistelrooy 6 - 4 gols - Parejo 5 - Bueno 3 - Palanca 3 - Faubert 2 - Gary 1 - Tébar 1 - Dudek 0 - Codina 0 |

Entrenador: Bernd Schuster 14, Juande Ramos 24

## Sevilla FC
| - Romaric 36 - 1 gol - Jesús Navas 35 - 4 gols - Palop 35 - Kanouté 34 - 19 gols - Squillaci 33 - Capel 32 - 2 gols - Renato 32 - 8 gols - Fernando Navarro 31 - Adriano 29 - 2 gols - Duscher 27 - Luis Fabiano 26 - 8 gols - Escudé 26 - 1 gol - Maresca 21 - 2 gols - Mosquera 17 - Fazio 16 | - Konko 15 - Dragutinovic 14 - Perotti 14 - 1 gol - David Prieto 13 - Crespo 9 - Chevantón 8 - 3 gols - Acosta 7 - Koné 6 - Armenteros 4 - 1 gol - De Mul 3 - 1 gol - Javi Varas 3 - Fernando 2 - José Carlos 2 - Pukki 1 - Javi Navarro 0 |

Entrenador: Manuel Jiménez Jiménez 38

## Atlético de Madrid
| - Agüero 37 - 17 gols - Raúl García 36 - 3 gols - Assunçao 34 - Ujfalusi 33 - Forlán 33 - 32 gols - Maxi Rodríguez 33 - 6 gols - Simao 33 - 7 gols - Leo Franco 32 - Sinama-Pongolle 30 - 5 gols - Pernía 29 - Heitinga 27 - 3 gols | - Perea 26 - Banega 24 - 1 gol - Pablo 21 - 1 gol - Maniche 21 - 1 gol - Luis García 19 - Antonio López 19 - 2 gols - Sitaridis 14 - De las Cuevas 11 - Camacho 8 - Coupet 6 - Domínguez 3 |

Entrenador: Javier Aguirre Onaindia 21, Abel Resino Gómez 17

## Vila-real CF
| - Diego López 38 - Capdevila 36 - 5 gols - Llorente 32 - 15 gols - Pirès 32 - 3 gols - Eguren 32 - 1 gol - Godín 31 - Ibagaza 30 - 1 gol - Rossi 30 - 12 gols - Cazorla 30 - 8 gols - Senna 27 - 2 gols - Gonzalo 27 - 2 gols - Bruno 25 - Javi Venta 22 - Cani 22 - 6 gols | - Matías Fernández 21 - 3 gols - Ángel 21 - Nihat 19 - Guille Franco 18 - Fabricio Fuentes 16 - 2 gols - Edmilson 6 - Altidore 6 - 1 gol - Cygan 4 - Jordi Pablo 2 - Mario 1 - Matilla 1 - Joan Tomàs 1 - Viera 0 |

Entrenador: Manuel Luis Pellegrini 38

## València CF
| - Mata 37 - 11 gols - Albiol 34 - 2 gols - Villa 33 - 28 gols - Joaquín 31 - 4 gols - Albelda 30 - Baraja 28 - 3 gols - Miguel 28 - Moretti 28 - Manuel Fernandes 27 - 2 gols - Vicente 27 - 6 gols - Marchena 26 - 1 gol - Alexis Ruano 24 - 1 gol - Maduro 22 - 1 gol - Pablo Hernández 21 - 3 gols | - Edu 21 - 1 gol - Morientes 20 - 1 gol - Silva 19 - 4 gols - Renan 19 - César Sánchez 18 - Míchel 13 - Angulo 11 - Del Horno 9 - Guaita 2 - Iván Helguera 1 - Curro Torres 1 - Carleto 1 - Hugo Viana 0 - Lombán 0 |

Entrenador: Unai Emery Etxegoien 38

## Deportivo de La Corunya
| - Filipe Luis 38 - 2 gols - Aranzubia 37 - Juan Rodríguez 37 - 2 gols - Verdú 34 - 7 gols - Lopo 32 - 2 gols - Lafita 32 - 8 gols - Guardado 29 - 2 gols - Zé Castro 29 - 1 gol - Sergio 28 - 4 gols - Riki 28 - 6 gols - Manuel Pablo 23 - Valerón 22 - Pablo Álvarez 21 - 2 gols | - Bodipo 21 - 5 gols - De Guzmán 20 - Laure 14 - Lassad 14 - 3 gols - Cristian Hidalgo 13 - Mista 13 - 1 gol - Antonio Tomás 12 - Colotto 11 - Omar Bravo 9 - 1 gol - Piscu 8 - 1 gol - Pablo Amo 3 - Munúa 1 - Chapi 0 |

Entrenador: Miguel Ángel Lotina 38

## Málaga CF
| - Baha 36 - 9 gols - Eliseu 36 - 7 gols - Duda 35 - 5 gols - Gámez 35 - Nacho 34 - 1 gol - Weligton 34 - 1 gol - Apoño 32 - 9 gols - Albert Luque 32 - 8 gols - Calleja 31 - Adrián 28 - 3 gols - Lolo 26 - 4 gols - Goitia 25 - Hélder 23 - 1 gol | - Miguel Ángel 19 - Fernando 18 - Cuadrado 14 - Salva Ballesta 14 - 5 gols - Pablo Barros 13 - Arnau 13 - Manolo Gaspar 11 - Ferreira 8 - José Juan Luque 7 - Cheli 4 - Rossato 2 - Pere Martí 2 |

Entrenador: Antonio Tapia Flores 38

## RCD Mallorca
| - Arango 37 - 8 gols - Aduriz 35 - 11 gols - Jurado 35 - 9 gols - Varela 35 - 2 gols - Webó 33 - 5 gols - Martí 33 - 1 gol - Cléber Santana 32 - 5 gols - Navarro 30 - 1 gol - Nunes 29 - Mario Suárez 26 - Josemi 25 - 1 gol - Keita 24 - 5 gols | - Corrales 23 - Scaloni 22 - Gonzalo Castro 19 - 5 gols - Iván Ramis 19 - Ayoze 15 - Lux 14 - Dudu Aouate 14 - Moyà 13 - Trejo 11 - Juanmi Callejón 1 - Jordi López 0 - Alberto 0 |

Entrenador: Gregorio Manzano Ballesteros 38

## RCD Espanyol
| - Kameni 37 - Luis García 37 - 5 gols - Jarque 36 - 2 gols - Nené 35 - 4 gols - Sergio Sánchez 33 - 3 gols - Román 32 - 5 gols - Hurtado 32 - 2 gols - Pareja 30 - 3 gols - Tamudo 26 - 6 gols - Corominas 26 - 3 gols - Callejón 24 - 2 gols - De la Peña 22 - 4 gols - Rufete 18 - 1 gol - Beranger 18 | - Smiljanic 17 - Chica 16 - Iván Alonso 16 - 5 gols - Àngel 15 - David García 14 - Valdo 11 - 1 gols - Lacruz 10 - Jonathan Soriano 7 - Marc Torrejón 6 - Sielva 5 - Finnan 4 - Cristian Álvarez 1 - Javi Ruiz 0 |

Entrenador: Bartolomé Márquez López 13, José Manuel Esnal 7, Mauricio Pochettino 18

## UD Almería
| - Saltor 34 - Negredo 34 - 19 gols - Juanma Ortiz 32 - 4 gols - Mané 32 - 1 gol - Diego Alves 31 - Piatti 31 - 5 gols - Pellerano 31 - 1 gol - Crusat 30 - 1 gol - Corona 30 - Juanito 30 - Uche 27 - 8 gols - Ortiz 25 | - Soriano 24 - 1 gol - Julio Álvarez 21 - Chico 20 - 1 gol - Carlos García 19 - Iriney 18 - Acasiete 17 - 1 gol - Miguel Nieto 10 - 1 gol - Natalio 9 - Solari 8 - 1 gol - Esteban 7 - Guilherme 7 - Míchel 2 |

Entrenador: Gonzalo Arconada Echarri 16, Hugo Sánchez Márquez 22

## Racing de Santander
| - Òscar Serrano 35 - 5 gols - Toño 34 - Colsa 34 - 2 gols - Marcano 34 - 2 gols - Lacen 34 - Jonathan Pereira 32 - 5 gols - Munitis 29 - 2 gols - Pinillos 29 - 1 gol - Valera 25 - 2 gols - Tchité 25 - 6 gols - Garay 24 - 2 gols - Luccin 23 - 2 gols - Zigic 19 - 13 gols - César Navas 19 - 1 gol - Sepsi 19 | - Toni Moral 18 - 1 gol - Juanjo 14 - 1 gol - Oriol 13 - Edu Bedia 12 - Moratón 12 - Jorge Gonçalves 10 - Christian Fernández 10 - 1 gol - Coltorti 6 - Canales 6 - Berrocal 3 - 1 gol - Luis Fernández 2 - Picón 1 - Uri 1 - Ze Antonio 0 |

Entrenador: Juan Ramón López Muñiz 38

## Athletic de Bilbao
| - Iraizoz 36 - Susaeta 34 - 1 gol - Llorente 34 - 13 gols - Iraola 33 - 6 gols - Javi Martínez 32 - 5 gols - Orbaiz 30 - 1 gol - David López 29 - 3 gols - Amorebieta 29 - Ion Vélez 28 - 3 gols - Yeste 28 - 3 gols - Aitor Ocio 28 - 1 gol - Balenziaga 24 - Etxeberria 22 - 2 gols - Toquero 20 - 1 gol - Gurpegi 19 | - Koikili 18 - 1 gol - Gabilondo 17 - 2 gols - Etxeita 14 - 1 gol - Ustaritz 11 - Garmendia 11 - 1 gol - Del Olmo 10 - 1 gol - Muñoz 5 - Iturraspe 4 - Iñigo Vélez 4 - Armando 2 - Boveda 2 - Murillo 2 - Casas 2 - Adrien Goñi 1 - Xabi Etxebarria 1 |

Entrenador: Joaquín Caparrós 38

## Sporting de Gijón
| - Bilic 37 - 12 gols - David Barral 35 - 10 gols - Diego Castro 32 - 6 gols - Diego Camacho 31 - Sastre 30 - Míchel 30 - Luis Morán 28 - 4 gols - Matabuena 27 - Carmelo 27 - 6 gols - Gerard Autet 26 - 1 gol - Canella 24 - 1 gol - Kike Mateo 24 - 2 gols - Iván Hernández 22 | - Maldonado 20 - 2 gols - Neru 19 - Iván Cuéllar 18 - Pedro 17 - Raúl Cámara 17 - José Ángel 13 - 1 gol - Lafuente 13 - Jorge 12 - Lora 8 - Sergio Sánchez 8 - Andreu 6 - Omar 4 - Colin 2 |

Entrenador: Manuel Preciado Rebolledo 38

## CA Osasuna
| - Azpilicueta 36 - Nekounam 35 - 8 gols - Juanfran 35 - 2 gols - Miguel Flaño 33 - 3 gols - Masoud 33 - 3 gols - Puñal 32 - Plasil 32 - 4 gols - Monreal 28 - Roberto 26 - Pandiani 24 - 11 gols - Hèctor Font 20 - 1 gol - Vadócz 20 - 2 gols - Portillo 20 - 1 gol - Delporte 16 | - Sergio Fernández 15 - 1 gol - Sola 15 - Josetxo 14 - Dady 14 - 3 gols - Ricardo 12 - Antonio Hidalgo 12 - Cruchaga 10 - Javier Flaño 10 - Oier 10 - Ezquerro 10 - 1 gol - Roversio 9 - Sunny 4 - Jokin 3 - Tiago Gomes 0 |

Entrenador: José Ángel Ziganda 6, José Antonio Camacho Alfaro 32

## Real Valladolid
| - Álvaro Rubio 34 - 1 gol - Marcos 33 - Sesma 33 - 7 gols - Pedro León 33 - 3 gols - Pedro López 30 - 1 gol - Borja 29 - Canobbio 29 - 4 gols - Víctor 29 - 5 gols - Goitom 29 - 10 gols - Luis Prieto 28 - 3 gols - Vivar Dorado 23 - 3 gols - Asenjo 23 - Baraja 22 - 1 gol - García Calvo 19 - 2 gols | - Medunjanin 18 - 1 gol - Iñaki Bea 17 - Óscar Sánchez 17 - Ogbeche 16 - 1 gol - Aguirre 15 - 1 gol - Justo Villar 15 - Escudero 15 - Nano Rivas 12 - Oldoni 6 - 1 gol - Kike López 3 - Jesús Rueda 3 - Cifuentes 0 - Alberto 0 |

Entrenador: José Luis Mendilibar Etxebarria 38

## Getafe CF
| - Granero 35 - 5 gols - Casquero 34 - 5 gols - Cortés 34 - Cata Díaz 34 - 1 gol - Soldado 34 - 13 gols - Uche 33 - 7 gols - Albín 32 - 7 gols - Gavilán 32 - 3 gols - Licht 29 - Manu del Moral 29 - 5 gols - Mario Álvarez 28 - Contra 27 - 2 gols - Polanski 26 | - Celestini 22 - Jacobo 17 - Belenguer 14 - Rafa 14 - Guerrón 14 - 1 gol - Abbondanzieri 13 - Kas 8 - Stojkovic 5 - Adrián González 5 - Ustari 5 - Kepa 4 - Cotelo 2 - Signorino 0 |

Entrenador: Víctor Muñoz Manrique 33, José Miguel González Martín del Campo 5

## Real Betis
| - Juanito 35 - 1 gol - Nelson 35 - Emana 35 - 11 gols - Arzu 34 - 2 gols - Fernando Vega 31 - Mehmet Aurélio 29 - 4 gols - Sergio García 28 - 9 gols - Juanma 27 - 2 gols - Capi 26 - 1 gol - Melli 26 - 1 gol - Damià 25 - 2 gols - Ricardo 20 - Mark González 20 - 4 gols - Rivera 20 - Casto 18 | - Pavone 18 - 2 gols - Ricardo Oliveira 16 - 6 gols - Monzón 13 - 2 gols - Edu 11 - 2 gols - Juande 9 - Xisco 9 - 1 gol - Rivas 9 - José Mari 8 - 1 gol - Odonkor 7 - Ilic 3 - Diego Segura 3 - Cañas 2 - Babic 2 - Lima 1 |

Entrenador: Francisco Chaparro Jara 29, Josep Maria Nogués Salvatella 9

## CD Numancia
| - Juan Pablo 37 - Barkero 37 - 12 gols - Cisma 34 - 2 gols - Juanra 33 - Nagore 33 - 1 gol - Goiria 32 - 5 gols - Del Pino 32 - 4 gols - Brit 31 - 3 gols - Boris 29 - Bellvís 28 - 1 gol - Mario 27 - 1 gol - Quero 25 - Aranda 20 - 6 gols - Sergio Ortega 20 | - Dimas 20 - Juan Carlos Moreno 20 - 3 gols - Palacios 19 - Pavón 13 - Guréndez 8 - Álvaro Antón 7 - Raúl Bravo 6 - Guayre 6 - Jaio 5 - Lago Junior 5 - Kelemen 1 - Toché 1 - De Miguel 0 |

Entrenador: Sergije Kresic Juric 23, Pacheta 15

## Recreativo de Huelva
| - Riesgo 38 - Morris 37 - 1 gol - Camuñas 34 - 10 gols - Javi Fuego 34 - 2 gols - Colunga 33 - 9 gols - Tornavaca 31 - 2 gols - Jesús Vázquez 29 - Marco Ruben 29 - 3 gols - Sisi 28 - 1 gol - Bouzón 28 - Akalé 26 - Arzo 24 - Barber 22 - Javi Guerrero 22 - Casado 19 | - Maidana 17 - 1 gol - Poli 16 - Ersen Martin 16 - 2 gols - Nayar 14 - Lamas 13 - Nef 8 - Pablo Oliveira 3 - Beto 3 - Pizarraya 2 - Juan 2 - Joselito 2 - Quique Álvarez 1 - Zahinos 0 - Roberto 0 |

Entrenador: Manuel Zambrano Díaz 6, Lucas Alcaraz González 32